# E (singel Big Bangu)
E – siódmy singel południowokoreańskiej grupy Big Bang, wydany 5 sierpnia 2015 roku przez YG Entertainment. Singel był czwartą i ostatnią częścią albumu MADE, który ukazał się 12 grudnia 2016 roku.

## Lista utworów

### Singel cyfrowy
| Nr | Tytuł                                                                        | Słowa                  | Kompozycja             | Aranżacja | Czas |
| -- | ---------------------------------------------------------------------------- | ---------------------- | ---------------------- | --------- | ---- |
| 1. | "Jjeoreo (Zutter)" (kor. 쩔어) (GD & TOP)                                    | G-Dragon, Teddy, T.O.P | Teddy, G-Dragon, T.O.P | Teddy     | 3:14 |
| 2. | "Uri Saranghaji Marayo (Let's Not Fall In Love)" (kor. 우리 사랑하지 말아요) | Teddy, G-Dragon        | Teddy, G-Dragon        | Teddy     | 3:32 |

### Singel fizyczny
| Nr  | Tytuł                                                                        | Słowa                        | Kompozycja                         | Aranżacja       | Czas |
| --- | ---------------------------------------------------------------------------- | ---------------------------- | ---------------------------------- | --------------- | ---- |
| 1.  | "Uri Saranghaji Marayo (Let's Not Fall In Love)" (kor. 우리 사랑하지 말아요) | Teddy, G-Dragon              | Teddy, G-Dragon                    | Teddy           | 3:32 |
| 2.  | "Jjeoreo (Zutter)" (kor. 쩔어) (GD & TOP)                                    | G-Dragon, Teddy, T.O.P       | Teddy, G-Dragon, T.O.P             | Teddy           | 3:14 |
| 3.  | "Bang Bang Bang" (kor. 뱅뱅뱅)                                               | Teddy, G-Dragon, T.O.P       | Teddy, Taeyang                     | Teddy           | 3:40 |
| 4.  | "Maenjeongsin (Sober)" (kor. 맨정신 (Sober))                                 | Teddy, G-Dragon, T.O.P       | Teddy, Choice37, G-Dragon          | Teddy, Choice37 | 3:57 |
| 5.  | "If You"                                                                     | G-Dragon                     | G-Dragon, P.K, Dee.P               | P.K, Dee.P      | 4:24 |
| 6.  | "Loser"                                                                      | Teddy, T.O.P, G-Dragon       | Teddy, Taeyang                     | Teddy           | 3:39 |
| 7.  | "Bae Bae"                                                                    | G-Dragon, Teddy, T.O.P       | Teddy, G-Dragon, T.O.P             | Teddy           | 2:49 |
| 8.  | "We Like 2 Party"                                                            | Teddy, Kush, G-Dragon, T.O.P | Teddy, Kush, Seo Won Jin, G-Dragon | Teddy, Kush     | 3:16 |
| 9.  | "Uri Saranghaji Marayo (Let's Not Fall In Love)" (Instr.)                    |                              | Teddy, G-Dragon                    | Teddy           | 3:32 |
| 10. | "Jjeoreo (Zutter)" (Instr.)                                                  |                              | Teddy, G-Dragon, T.O.P             | Teddy           | 3:14 |

## Notowania
| Lista                             | Najwyższa pozycja |
| --------------------------------- | ----------------- |
| Gaon Weekly Album Chart           | 1                 |
| Gaon Monthly Album Chart          | 3                 |
| Gaon Yearly Album Chart (2015)    | 16                |
| G-Music                           | 1                 |
| Oricon Weekly Western Album Chart | 15                |

## Sprzedaż
| Państwo          | Sprzedaż                       |
| ---------------- | ------------------------------ |
| Korea Południowa | 105 287 (stan na 2015 r.)      |
| Chiny            | 1 437 468 (stan na 02.12.2016) |
| Japonia          | 13 888                         |